# Khadija Saye
Khadija Mohammadou Saye (30 de Julho de 1992 – 14 de Junho de 2017), também conhecida como Ya-Haddy Sisi Saye, foi uma fotógrafa gambiana-britânica.   Através da fotografia explorou a sua dupla identidade e o seu trabalho fotográfico, foi exibido no Pavilhão da Diáspora na Bienal de Veneza em 2017. Saye morreu no incêndio da Torre Grenfell .

## Vida e Obra
Saye nasceu em Londres e frequentou a Escola Católica  Sion Manning  para Meninas, em North Kensington.  Aos 16 anos, ganhou uma bolsa de estudos para a Rugby School, na localidade inglesa Rugby.  Mais tarde,  frequentou a University for the Creative Arts em Farnham e obteve um diploma em fotografia.  Morava com a mãe, Mary Ajaoi Augustus Mendy, no 20º andar da Torre Grenfell em North Kensington. A artista Nicola Green foi sua orientadora e ficou amiga do marido de Green, o MP David Lammy do Tottenham. 
Através da fotografia Saye explorou sua dupla nacionalidade, gambiana-britânica. Em 2017, a sua série de fotografias, intitulada Moradias: neste Espaço que Respiramos, sobre as práticas espirituais gambianas,  foi exibida no Pavilhão da Diáspora na 57ª Bienal de Veneza.
No dia 17 de Junho de 2017, a BBC planeava transmitir o documentário Bienal de Veneza: Sink or Swim, que  "acompanha um grupo de artistas emergentes, entre eles Saye, enquanto eles se instalam e preparam-se para lançar o primeiro Pavilhão da Diáspora num palácio veneziano durante a Bienal de Veneza".  O programa foi adiado após o incêndio da Torre Grenfell no qual ela e a mãe morreram no dia 14 de Junho de 2017, tendo sido transmitido em Setembro de 2017.
Após a sua morte suas obras foram expostas em vários eventos, um deles foi a festa de reabertura do Kettle's Yard em Cambridge, no dia 10 de Fevereiro de 2018.  No mesmo ano, algumas das suas obras foram leiloadas na Christie’s como parte do leilão Post-War and Contemporary Day. O ferrótipo Nak Bejjen, da série Dwelling: neste espaço que respiramos, foi vendido por 43.750 libras. 
A Galeria Victoria Miró, recebeu em 2019 a mostra de artistas negras, intitulada Rock My Soul com curadoria do artista Isaac Julien, e na qual foi exposto um conjunto de 9 fotografias suas intitulado Neste espaço que respiramos. 

## Homenagens
Após sua morte, a Tate Britain anunciou a exibição uma serigrafia sua, da série Dwellings, Sothiou (2017), na secção de memoriais. 
Em 2019, o London Transport Museum lançou um programa de bolsa de estudos na área da fotografia com o nome de Saye. 
Um estágio remunerado na PEER (uma organização de artes), foi criado em nome de Saye para jovens artistas BAME (Negros, Asiáticos, Minorias Étnicas).  Saye trabalhou na PEER como estagiária na área de Creative Access de 2015-2016. 
Em Julho de 2020, o Programa Khadija Saye IntoArts foi lançado pelo projecto IntoUniversity e Nicola Green. O programa trabalha a questão da inclusão de artistas BAME nas indústrias criativas, focando-se nas barreiras que são encontradas pelos jovens oriundos de comunidades carentes. Apoiando, orientando e incentivando os jovens a explorarem as artes. 
 

O lançamento do programa Khadija Saye IntoArts, coincidiu com a inauguração de Breath is Invisible. Nove impressões em grande escala da sua série Neste Espaço Que Respiramos foram exibidas na fachada externa do 236 Westbourne Grove em West London. Foi a primeira de três exposições realizadas no espaço, todas com o objectivo de explorar as desigualdades e injustiças sociais.  

## Ligações Externas
- Khadija Saye Photography
- Photographer Khadija Saye reveals what her inspiration was for the Venice Biennale exhibition.
- Programa BBC Three sobre Saye, incluindo uma entrevista (vídeo)
- Khadija Saye: In This Space We Breathe